# Mistrovství světa ve veslování 2004

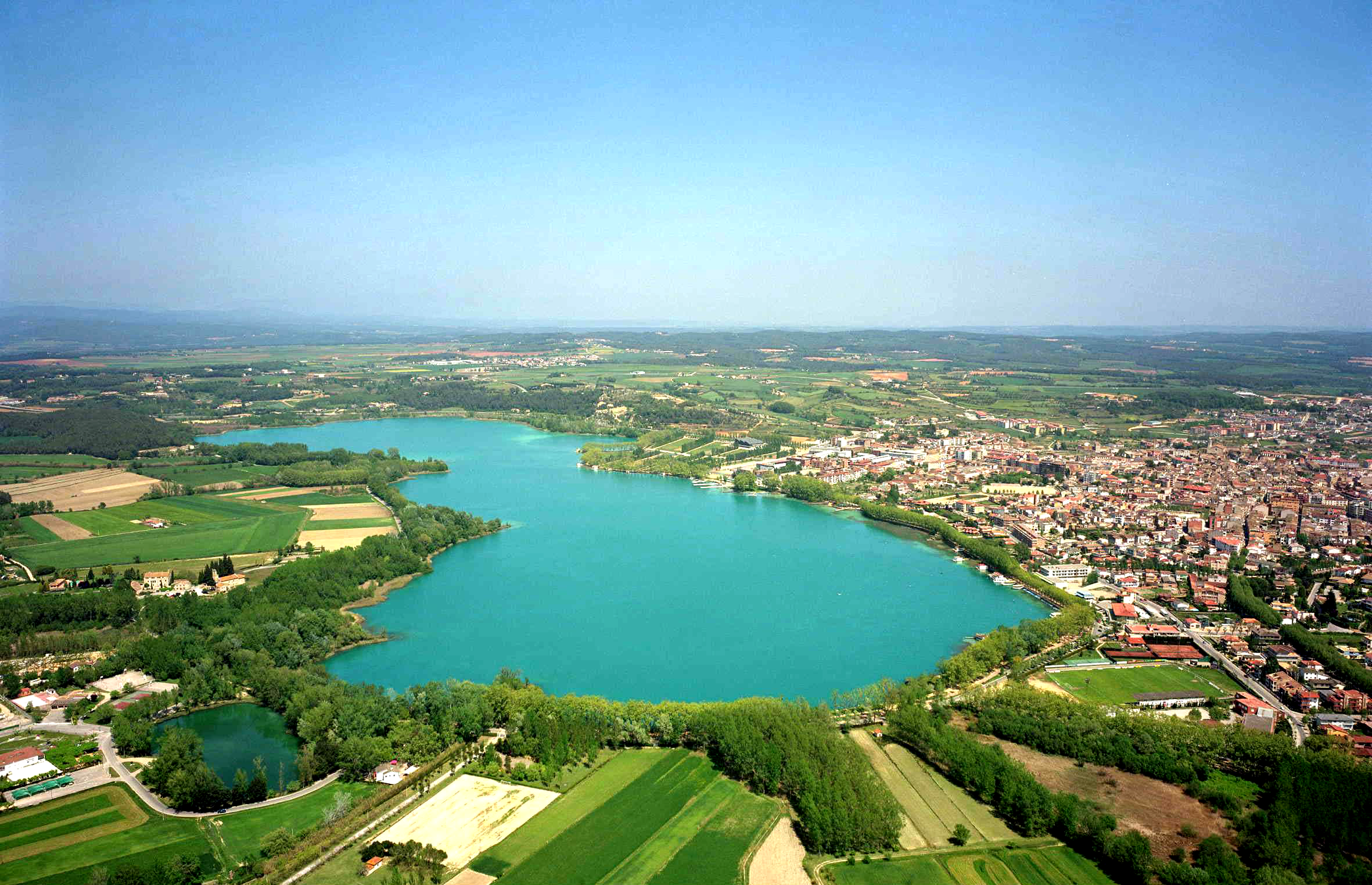
Jezero Banyoles, dějiště šampionátu

Mistrovství světa ve veslování 2004 byl v pořadí 33. šampionát konaný mezi 27. červencem a 1. srpnem 2004 na jezeře Banyoles u stejnojmenného města ve Španělsku.
Každoroční veslařská regata trvající jeden týden je organizována Mezinárodní veslařskou federací (International Rowing Federation; FISA) obvykle na konci léta severní polokoule. V neolympijských letech představuje mistrovství světa vyvrcholení mezinárodního veslařského kalendáře a v roce, jenž předchází  olympijským hrám, představuje jejich hlavní kvalifikační událost. V olympijských letech pak program mistrovství zahrnuje pouze neolympijské disciplíny.
Rok 2004 byl rokem olympijským, proto program mistrovství zahrnoval pouze neolympijské disciplíny.

## Medailové pořadí
| Pořadí | Země               | Zlato | Stříbro | Bronz | Celkem |
| ------ | ------------------ | ----- | ------- | ----- | ------ |
| 1      | Itálie             | 3     | 2       | 0     | 5      |
| 2      | Německo            | 2     | 0       | 1     | 3      |
| 3      | Francie            | 2     | 0       | 0     | 2      |
| 4      | Dánsko             | 1     | 0       | 1     | 2      |
| 5      | Čína               | 1     | 0       | 0     | 1      |
| 6      | Kanada             | 0     | 3       | 1     | 4      |
| 7      | Spojené království | 0     | 1       | 0     | 1      |
| 7      | Rusko              | 0     | 1       | 0     | 1      |
| 7      | Švýcarsko          | 0     | 1       | 0     | 1      |
| 7      | Polsko             | 0     | 1       | 0     | 1      |
| 11     | USA                | 0     | 0       | 2     | 2      |
| 12     | Finsko             | 0     | 0       | 1     | 1      |
| 12     | Bělorusko          | 0     | 0       | 1     | 1      |
| 12     | Ukrajina           | 0     | 0       | 1     | 1      |
| 12     | Austrálie          | 0     | 0       | 1     | 1      |
| Celkem | Celkem             | 9     | 9       | 9     | 27     |

## Přehled medailí

### Mužské disciplíny
| Disciplína                      | Zlato | Čas     | Stříbro | Čas     | Bronz | Čas     |
| Dvojka s kormidelníkem M2+      | Itálie Mattia Trombetta Mario Palmisano Luigi Longobardi (k)                                                                                          | 6:54,46 | Polsko Marcin Wika Piotr Basta Rafal Cholewinski (k) | 6:55,63 | Dánsko Gunnar Levring Morten Nielsen Jacob Neergaard (k)                                                                          | 6:56,12 |
| Čtyřka s kormidelníkem M4+      | Itálie Lorenzo Carboncini Stefano Introzzi Edoardo Verzotti Valerio Massimo Alessandro Speranza (k)                                                   | 6:11,53 | Kanada Rob Weitemeyer Malcolm Howard Peter Dembicki Andrew Ireland Stephen Cheng (k)                                                                                   | 6:11,55 | USA Andrew Brennan Paul Daniels Steve Coppola Josh Inman Marcus McElhenney (k)                                                    | 6:11,97 |
| Skif LV LM1x                    | Německo Peter Ording | 7:03,04 | Švýcarsko Stephan Steiner | 7:18,53 | Ukrajina Oleksandr Serdiuk | 7:05,93 |
| Párová čtyřka LV LM4x           | Itálie Franco Sancassani Alessandro Lodigiani Daniele Gilardoni Marcello Miani                                                                        | 5:58,38 | Kanada Jeff Bujas Scott Moore Matt Jensen Daniel Parsons | 5:58,57 | Německo Nils Budde Matthias Schömann-Finck Nils Ipsen Jens Wittwer                                                                | 6:01,43 |
| Dvojka bez kormidelníka LV LM2- | Dánsko Bo Helleberg Mads Kruse Andersen | 6:40,29 | Itálie Nicola Moriconi Salvatore Di Somma | 6:40,59 | Kanada Douglas Vandor Mike Lewis                                                                                                  | 6:44,03 |
| Osma LV LM8+                    | Francie Franck Solforosi Damien Margat Alexis Saitta Jeremy Pouge Franck Bussiere Vincent Faucheux Nicolas Planque Fabien Tilliet Nicolas Majerus (k) | 5:42,49 | Itálie Santino Faggioli Luigi Scala Bruno Pasqualini Giuseppe Del Gaudio Fabrizio Gabriele Stefano De Piccoli Livio La Padula Emanuele Federici Gianluca Barattolo (k) | 5:43,88 | Austrálie George Roberts Sam Waley Ross Brown Kaspar Hebblewhite Thomas Gibson Tom Nicholls Tim Smith Samuel Beltz Marc Douez (k) | 5:46,64 |

### Ženské disciplíny
| Disciplína                  | Zlato                                                                          | Čas     | Stříbro                                                                               | Čas     | Bronz                                                                             | Čas     |
| Čtyřka bez kormidelnice W4- | Francie Marjolaine Rossitová Celia Foulonová Audrey Galyová Marie Le Nepvouová | 6:36,28 | Rusko Valeria Starodubrovská Julia Inozemcevová Natalia Melnikovová Vera Počitajevová | 6:38,00 | Bělorusko Iryna Bazyleuskaya Natallia Lialina Tamara Samakhvalava Hanna Nakhayeva | 6:38,07 |
| Skif LV LW1x                | Německo Nina Gässlerová                                                        | 7:38,51 | Spojené království Jo Hammondová                                                      | 7:40,22 | Finsko Minna Nieminenová                                                          | 7:40,27 |
| Párová čtyřka LV LW4x       | Čína Yanni Wang Yanping Deng Meiyun Tan Weijuan Zhou                           | 6:36,78 | Kanada Gen Meredithová Sheryl Prestonová Shona Mclarenová Elizabeth Urbachová         | 6:40,86 | USA Maria Picone Mary Obidinski Julie Nicholsová Renee Hykelová                   | 6:42,56 |